# Roberto Moya
Roberto Saturnino Moya Sandoval, född 11 februari 1965 i Havanna, död 21 maj 2020 i Valencia i Spanien, var en kubansk-spansk friidrottare som tävlade i diskuskastning. Han tävlade för Kuba fram till och med 2001 då han blev spansk medborgare.
Moyas främsta merit är hans bronsmedalj vid Olympiska sommarspelen 1992 i Barcelona. Han vann guld vid Panamerikanska spelen 1995.

## Personliga rekord
- Diskuskastning - 65,68 meter